# Frans Mol
Frans Mol (Frans Henri Marie Mol of F.H.M. Mol) (Breda, 21 januari 1910 – aldaar, 26 juli 1963) was een in Breda werkzaam architect.
Mol stamde af van een grote Brabantse familie die al vanaf de zeventiende eeuw woonde in West-Brabant, vanaf de achttiende eeuw in de omgeving van Princenhage. Veel van zijn voorouders waren middenstanders, zijn vader Cornelis werd hoofdopzichter van Gemeentewerken in Breda. Frans Mol kwam uit een gezin met vier kinderen, hij was de tweede zoon. Hij volgde de ambachtsschool en daarna een driejarige HBS-opleiding. In 1927 ging hij naar de R.K. Leergangen in Tilburg waar hij aan de Academie voor Beeldende en Bouwende Kunsten de architectenopleiding doorliep.

In 1931 begon hij vanuit het ouderlijk huis in de Sophiastraat te Breda aan het opbouwen van zijn carrière. In de eerste jaren was min of meer sprake van een “familiebedrijfje”: zijn vader kende de bouwwereld ter plaatse en had vele contacten, zijn broer Lon -gespecialiseerd in betonconstructies- hielp hem met het maken van bouwtechnische en statische berekeningen. Hij hield zich vanaf het begin bezig met allerlei projecten in Breda, o.a. series middenstandswoningen in traditionele stijl, het moderniseren van winkelpuien, verbouwingen en restauraties van oude pandjes in de binnenstad. De restauratie van de gevel en het winkelhuis Prins Maurits op de Grote Markt in Breda in 1932 (Rijksmonument) is een opvallend voorbeeld hiervan. In de jaren dertig was Mol betrokken bij de Bredasche Kunstkring, een van oorsprong Bredaas gezelschap van kunstenaars, dat de belangstelling voor de beeldende kunst probeerde te bevorderen, o.a. door het organiseren van tentoonstellingen. Hij heeft daar veel kunstenaars leren kennen en heeft ook een poosje schilderlessen genomen bij Dio Rovers. Uiteindelijk werd hij zodanig in beslag genomen door zijn eigen architectenbureau dat er van schilderen niets meer kwam.

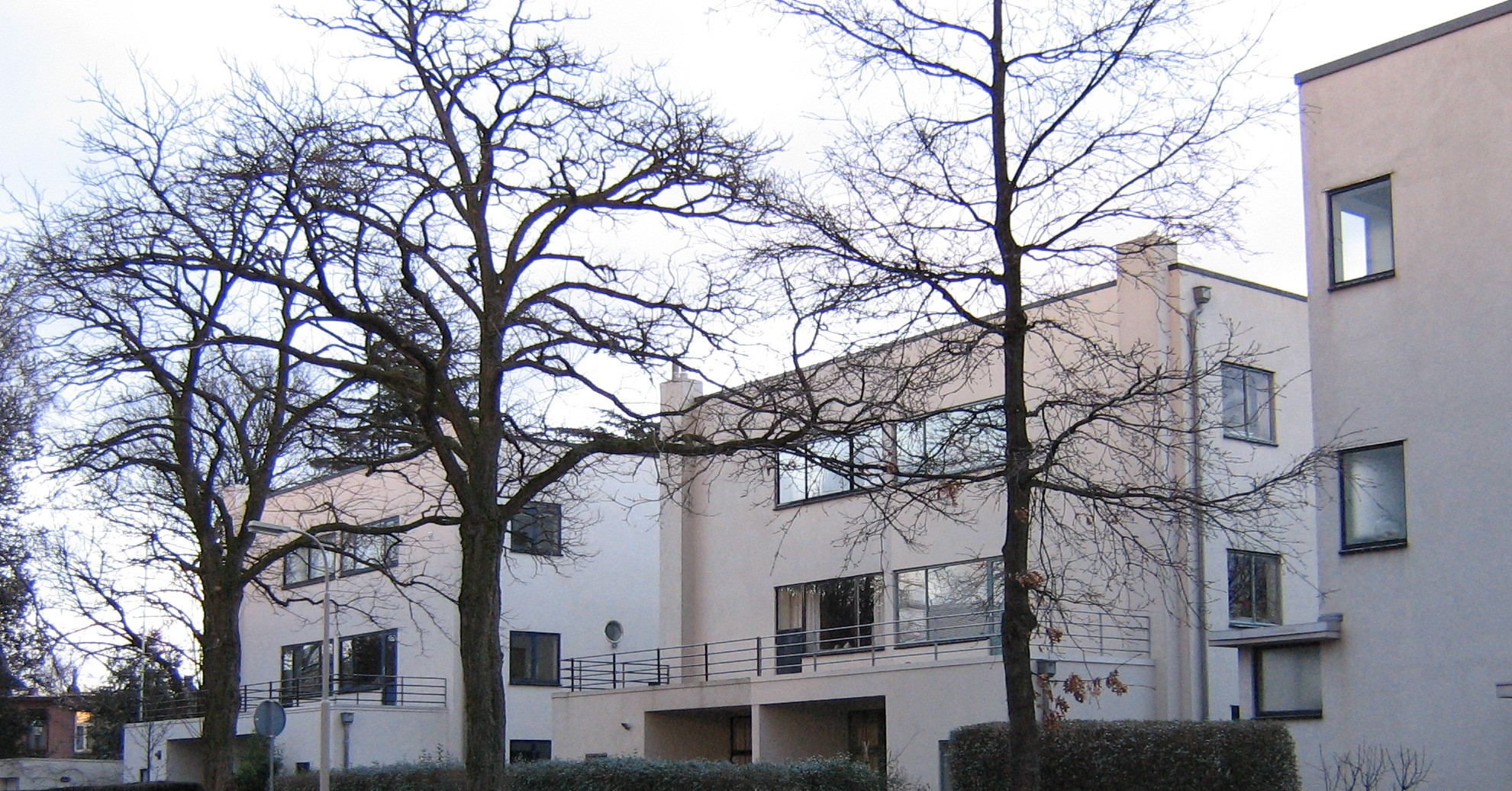
Generaal van der Plaatstraat 1,3,5,7,9, de zg. "rietveldhuizen" te Breda 1934

Zijn eerste grote opdracht kreeg hij in 1932 van zijn neef Chris Mol, huisarts te Etten, het bouwen van het R.K. Kleuterhuis De Krabbebosschen in Rijsbergen. Naast deze proeve van moderne bouwkunst ontwierp hij in 1933 in opdracht van bouwondernemer Jan van Poppel ook vijf moderne villa’s in de Generaal van der Plaatstraat, die in Breda algemeen de “rietveldhuizen" worden genoemd (Rijksmonument). In 1935 werd De Passage in de Nieuwe Ginnekenstraat feestelijk geopend, weer een project waar Van Poppel en Mol samenwerkten (Rijksmonument). De muurschilderingen in deze passage (nu Zuidpoort geheten) zijn gemaakt door de schilder Jan Strube. Op een van de twee schilderingen is naast de burgemeester Van Sonsbeeck ook bouwondernemer Van Poppel en de jonge architect Frans Mol te herkennen.
In de oorlogsjaren werd er eerst nog met mondjesmaat gebouwd, maar vanaf 1942 werd dat bijna geheel onmogelijk. In de hoop in de toekomst weer te kunnen bouwen, en de oorlogsschade te kunnen herstellen, richtten enkele architecten in Noord-Brabant een Studiekring voor Kerkelijke Kunst in `s-Hertogenbosch op. Mol was een enthousiast lid van deze Kring, waarvan de leden om de paar maanden bij iemand thuis kwamen om hun plannen te bespreken. Tot in maart 1944 kwam de Kring bij elkaar. Daarnaast heeft Mol tijdens de oorlog als architect-leider in Breda actief bijgedragen aan een project van het Rijksbureau voor de Monumentenzorg. Het doel was het stadsschoon van een aantal gemeenten te laten opmeten en in tekening te brengen, in de hoop de oude binnensteden te behouden. De taken werden verdeeld tussen de architecten Jan de Lint, Wim Bunnik en Frans Mol. Mol maakte achttien uitgewerkte geveltekeningen van ensembles en vijf afzonderlijke tekeningen.
Op 29 oktober 1944 werd Breda bevrijd en daarmee begon er voor Mol een nieuwe periode in zijn werkzame leven. Van 1945 tot 1950 maakte hij deel uit van het door hem opgerichte architectenbureau Mol en Brugman, dat kantoor hield op de Veemarkt 25 (een gedeelte van het huis dat hij met zijn steeds groeiende gezin bewoonde) en 27a, waar hij een klein gedeelte van het grote pand van buurman Laurijssen inrichtte als tekenkamer. Al snel werd de naam veranderd in Architectenbureau Frans H.M. Mol, met daaronder de vermelding: De architecten F. Mol en J. Brugman.
Een van de naoorlogse taken die Mol kreeg van Mgr. Baeten, toen hulpbisschop van Breda, was het uitvoeren van inspecties van verwoeste of zwaar beschadigde kerken in het bisdom, d.w.z in West-Brabant en Zeeuws-Vlaanderen. De wederopbouw van de kerken was een belangrijk item in die tijd. De benedictijn Dom Hans van der Laan leverde met zijn bijzondere architectuurvisie een interessante bijdrage aan het denken over kerkenbouw. Hij droeg zijn visie uit in de cursus Kerkelijke Architectuur in `s-Hertogenbosch, waar Frans Mol de lessen volgde. Mol is zeker beïnvloed door wat men de Bossche School is gaan noemen.
Als bekende architect in Breda kreeg hij veel kleine verbouwingsopdrachten, maar ook groter werk: de restauratie van de Sint-Joostkapel (Rijksmonument) en de wederopbouw van de Driesprongkerk te Breda, burgemeesterswoningen in Beek (bij Breda) en Wouw en de Sint-Eligiuskerk (met pastorie) te Oostburg in Zeeuws-Vlaanderen. Een architectonisch belangrijk pand was ook het woonhuis met praktijkruimte en garage aan de Graaf HendrikIII-laan te Breda. Ongeveer 150 arbeiderswoningen in de dorpskernen van Etten, Leur en St. Willibrord vormden een heel ander groot project waar hij samen met Brugman aan werkte.

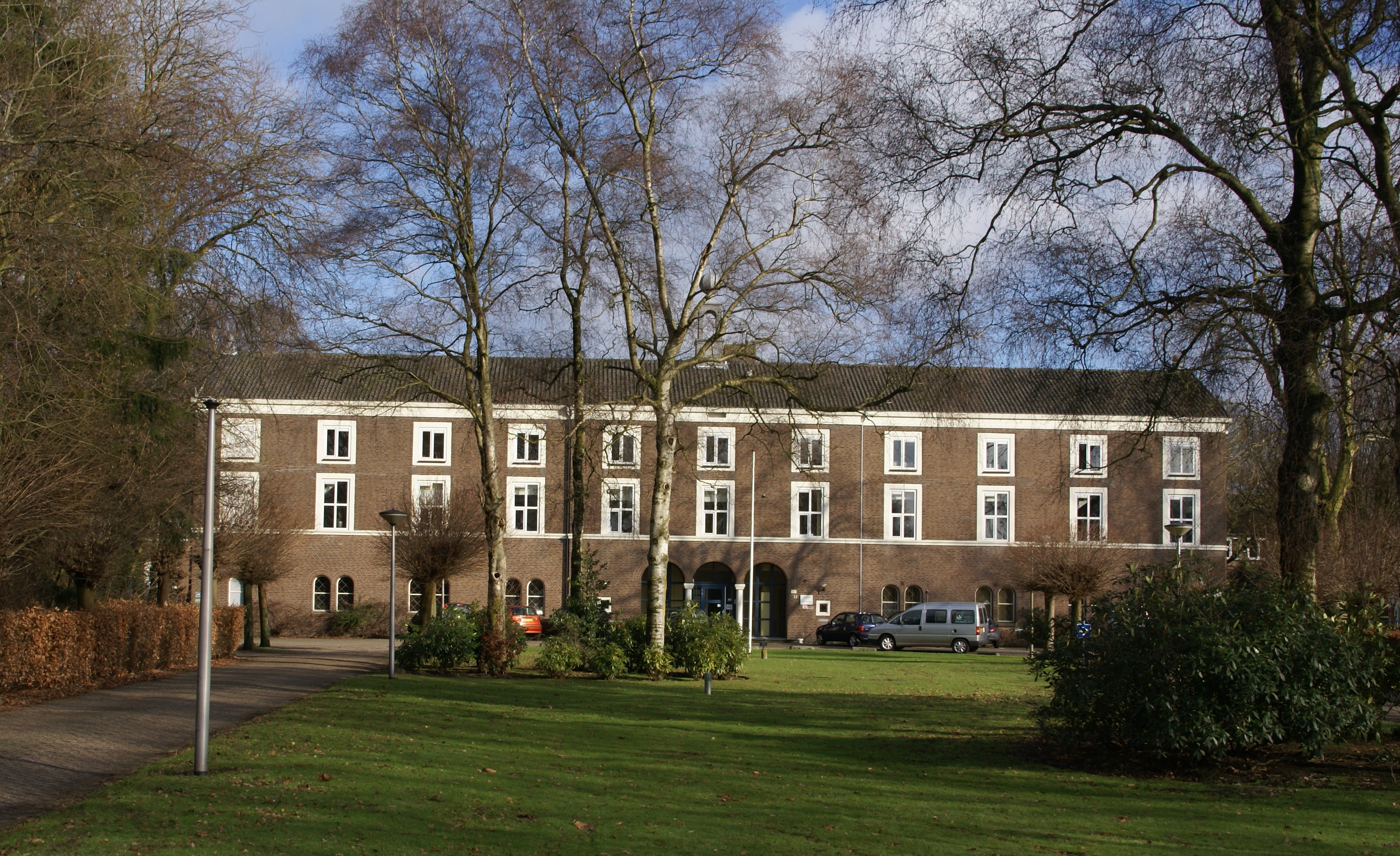
Klooster en Juvenaat van de Broeders van Liefde te Etten 1951

In 1951 bouwde Frans Mol voor zijn gezin en zijn bureau een van de eerste nieuwe naoorlogse huizen in het Brabantpark te Breda: Hertog Hendriklaan 1 en 3. In het met het woonhuis door een kleine serre verbonden kantoor van Architektenbureau Frans Mol werkten toendertijd ongeveer vijf tekenaars en een chef de bureau. Naast woonhuizen kreeg hij ook opdrachten voor scholen: o.a. de Huishoudschool Regina Pacis aan de Dr. Struyckenstraat en de MTS aan de Lovensdijkstraat in Breda. Grote opdrachtgevers bleken de Congregaties van de Broeders van Liefde, en de Zusters van Bethanië. Voor de Broeders van Liefde bouwde en verbouwde hij in Etten-Leur, Eindhoven, Roermond en Nijmegen scholen, internaten, een juvenaat en een bijzondere kapel. Veel van deze gebouwen zijn alweer verdwenen. Het juvenaat in Etten-Leur is tot nu toe aan de sloop ontkomen omdat het beschouwd wordt als een architectonisch geheel van hoge waarde. In de loop van de jaren vijftig ontwierp hij voor de Zusters van Bethanië totaal acht gezinsvervangende paviljoens van het jeugddorp Maria Rabboni in Teteringen.

Een bijzonder werk werd het Wit-Gele Kruisgebouwtje dat Mol in 1959-60 ontwierp en realiseerde in het Brabantpark te Breda in samenwerking met het bouwbedrijf Sprangers. Het dak was een hyperbolische paraboloïde, wat wil zeggen dat het een dubbelgekromd oppervlak heeft. Hij zag enkele voorbeelden van een dergelijke constructie op de Expo te Brussel in 1958 en was er zeer van gecharmeerd. In 1960 kwam ook het bejaardencentrum Vredenbergh te Breda gereed. Naast het bouwen van scholen en winkelpanden, bleef hij ook particuliere woonhuizen ontwerpen. Al enige jaren was Mol toen op zoek naar een compagnon om samen het kantoor te kunnen runnen; uiteindelijk vond hij die in de zestien jaar jongere architect H.A.M. van der Velden. Tot in 1962 bleef het kantoor gevestigd aan de Hertog Hendriklaan, daarna verhuisde hij naar Nieuwe Ginnekenstraat 38 en in februari 1963 kwam een fusie met Van der Velden definitief tot stand. Hij overleed kort daarna op 26 juli 1963. Hij is 53 jaar oud geworden.
- Biografisch Portaal: 28482775
- Nederlandse Thesaurus van Auteursnamen: 331538539
- RKD-Nederlands Instituut voor Kunstgeschiedenis: 93025
- Virtual International Authority File: 287646493